# Cid
Cid je tragikomedija francoskega dramatika Pierra Corneilla.
Tragikomedija (ali tragedija) Cid, delo je nastalo leta 1636, je prvi večji Corneillov uspeh. Snov za tragikomedijo, kot jo je najprej imenoval, je prevzel iz španskih romanc o Cidu (Pesem o Cidu) oziroma iz španskih dramskih del, ki so že oblikovala motive teh romanc. V središču lika je don Rodriga, ki ga razdvajajo različne težnje - ljubezendo zaročenke Himene in častna dolžnost , ki mu ukazuje, da brani čast svojega očeta v dvoboju z njenim očetom. Med enaka nasprotja je razpeta Himena, potem ko mora po očetovi smrti zahtevati kazen za don Rodiga. Kljub temu se igra konča optimistično, ljubimca se morata na kraljev ukaz poročiti. Vsa nasprotja se torej rešujejo s pomočjo višje avtoritete, kar je značilnost klasicizma. V slovenščini je delo z naslovom Odrska utvara; Cid (COBISS) izšlo leta 1990 v prevodu Marije Javoršek. 